# 鄧亦峻
鄧亦峻（TANG Yik Chun，1986年6月23日—）是香港男子田徑運動員，曾當選2005年度香港傑出運動員；亦為男子4X100米的香港紀錄保持者。

## 簡歷
鄧亦峻中學時期就讀基督教香港信義會元朗信義中學和順德聯誼總會翁祐中學。在2003年底進行的香港田徑公開賽贏得100米賽事，首次成為香港的「百米飛人」；翌年隨即被邀加入香港田徑代表隊，並成為主力培訓的短跑選手。2005年，他在兩個月內接連贏得十運會200米季軍及第一屆亞洲室內運動會60米金牌，在本地賽事又贏得屈臣氏田徑之王錦標賽總冠軍，及多次刷新200米香港紀錄。
2012年，鄧亦峻夥拍吳家鋒、黎振浩、徐志豪和何文樂代表香港出戰英國倫敦舉行的奥林匹克运动会田徑比賽男子4×100公尺接力賽事，擔任第一棒。香港4x100接力隊於初賽以38秒61「包尾」而回，未能打破香港紀錄，惟港隊四子仍對表現大感滿意。鄧亦峻賽後表示：「看過第一組的比賽後，已知晉身決賽的機會較微，幸我們亦無出現交接失誤，順利跑畢全程。」
2015年6月4日，香港「接力四子」徐志豪、吳家鋒、蘇進康及鄧亦峻，在武漢舉行的亞洲田徑錦標賽男子4×100米接力賽決賽，合力跑出39秒25勇奪銀牌，僅敗於中國隊。

## 榮譽
- 香港傑出運動員選舉

「香港最佳運動組合」－ 香港男子4×100米接力隊（2013年）

## 外部連結
- 鄧亦峻在的頁面